# Aurignac
Aurignac település Franciaországban, Haute-Garonne megyében. Lakosainak száma 1240 fő (2022. január 1.). Aurignac Boussan, Alan, Auzas, Bouzin, Cassagnabère-Tournas, Cazeneuve-Montaut, Le Fréchet, Montoulieu-Saint-Bernard, Peyrouzet és Saint-Élix-Séglan községekkel határos.

## Népesség
A település népességének változása:
| Lakosok száma | 971  | 976  | 983  | 1136 | 1177 | 1201 | 1193 | 1243 | 1242 | 1240 |
|               | 1968 | 1982 | 1990 | 2006 | 2013 | 2015 | 2017 | 2019 | 2020 | 2022 |